# Carrer Palla (Sant Boi de Llobregat)
El Carrer Palla és una obra del municipi de Sant Boi de Llobregat (Baix Llobregat) inclosa en l'Inventari del Patrimoni Arquitectònic de Catalunya.

## Descripció
Aquest conjunt de cases es va construir quan es va impulsar tota la part del Centre i faltaven ja molt pocs anys perquè s'oficialitzés l'eixample amb l'obertura de la Rambla Rafael Casanova.
Són cases de menestrals del tipus que es venien fent des de molt abans, amb les lleugeres modificacions que comportà el pas del temps. Són de planta baixa i un pis, tenen una única entrada d'arc rebaixat, segons tradició de la zona, i una finestra. Al primer pis hi ha un balconet i una única finestra. Són totes iguals, de maó arrebossat i pintat, habitualment de color blanc o clar i teulada de teula sense ràfec. Estructuralment estan en bon estat però els arrebossats i pintats donen una impressió desfavorable.

## Història
L'any 1864, com a inicis de l'Eixample que s'oficialitzaria amb l'obertura de la Rambla de Rafael Casanova, es van concedir gran quantitat de llicències per a reformar, enderrocar o construir de nova planta cases als carrers Major, i Raurich, i també es varen construir els conjunts de casetes dels carrers Rapa i Palla. Va ser l'any també en què es traçà el primer pla de la població i només un any més tard, es va traslladar el cementiri al seu nou emplaçament, deixant lliure els terrenys que ocupava al costat de l'església. Sant Boi estava a punt per començar el seu desenvolupament del segle xx.